# Otekaikea
L'otekaikea (gen. Otekaikea) è un cetaceo estinto, appartenente agli odontoceti. Visse nell'Oligocene superiore (circa 25 milioni di anni fa) e i suoi resti fossili sono stati ritrovati in Nuova Zelanda.

## Descrizione
Questo animale era abbastanza simile a un delfino dotato di un rostro piuttosto allungato, e le sue dimensioni dovevano essere paragonabili a quelle di un tursiope (Tursiops truncatus). L'aspetto era molto simile a quello di un altro cetaceo odontoceto arcaico, Waipatia. Rispetto a quest'ultimo, tuttavia, Otekaikea se ne differenziava da alcuni caratteri: la mascella e l'occipitale erano parzialmente separati dal parietale, il periotico era dotato di una superficie dorsale piatta, era presente un lungo processo posteriore del periotico, e anche una carena ventromediale poco sviluppata sulla bulla. Rispetto ad altri odontoceti arcaici, vi erano altre differenze: un muso bombato e largo, ossa nasali nodulari e quasi romboidali, ossa frontali elevate, premascelle fortemente biforcate posteriormente e associate a forami posteriori bilaterali e creste elevate sulle mascelle. Il periotico, inoltre, era dotato di un processo posteriore lungo e snello, e un processo anteriore dotato di un apice acuminato.
Rispetto alla specie tipo (O. marplesi), la specie O. huata possedeva numerose zanne rivolte in avanti e un muso più alto, forse per ospitare potenti muscoli implicati nella produzione di suoni per l'ecolocalizzazione.

## Classificazione
Otekaikea marplesi venne originariamente descritto come una nuova specie di Prosqualodon, nel 1964, sulla base di resti fossili ritrovati nella zona di Otekaike (North Otago) in Nuova Zelanda. Successivamente, nel 1994, i fossili vennero attribuiti allo squalodelfinide Notocetus. La preparazione dell'olotipo, tuttavia, ha messo in chiaro le affinità di questo animale con Waipatia, ed è stato quindi istituito il genere Otekaikea (Tanaka e Fordyce, 2014). La specie O. huata è stata descritta nel 2015 e proviene dallo stesso orizzonte geologico (Tanaka et al., 2015).